# Michelbach (Haut-Rhin)
Michelbach korábbi község Franciaországban, Haut-Rhin megyében. Lakosainak száma 324 fő (2018. január 1.). Michelbach Aspach-le-Bas, Aspach-le-Haut, Roderen, Guewenheim és Aspach-Michelbach községekkel határos.
2016. január 1-jén Aspach-le-Haut korábbi községgel egyesült és az így létrejött Aspach-Michelbach új község része lett.

## Népesség
A település népességének változása:
| Lakosok száma | 146  | 146  | 181  | 247  | 232  | 337  | 340  | 331  | 324  | 324  |
|               | 1962 | 1968 | 1975 | 1982 | 1990 | 2008 | 2013 | 2015 | 2017 | 2018 |